# SuperCollider
SuperCollider — это виртуальная среда и язык программирования для аудиосинтеза в реальном времени. В основу вошли понятие объектов схожее с Smalltalk, стиль синтаксиса C, принципы функционального программирования.
С третьей версии SuperCollider работает одновременно как клиент и сервер, обмениваясь сообщениями по OSC протоколу.

## Примеры кода
- Проигрывание микса розового шума и синуса частоты 800 Гц:

```
{ SinOsc.ar(800, 0, 0.1) + PinkNoise.ar(0.01) }.play;
```

- Модуляция частоты синуса, а также амплитуды шума другим синусом, чья частота зависит от горизонтальной позиции курсора мыши:

```
{
	var x = SinOsc.ar(MouseX.kr(1, 100));
	SinOsc.ar(300 * x + 800, 0, 0.1)
	+
	PinkNoise.ar(0.1 * x + 0.1)
}.play;
```

- Цикл, создающий коллекцию, в которую вписывается произведение индекса и элемента:

```
[1, 2, 5, 10, -3].collect { |item, i| item * i }
```

- Функция для построения факториала:

```
f = { |x| if(x == 0) { 1 } { f.(x-1) * x } }
```